# Vallisneria spiralis
Vallisneria spiralis L. è una pianta acquatica della famiglia Hydrocharitaceae.

## Descrizione

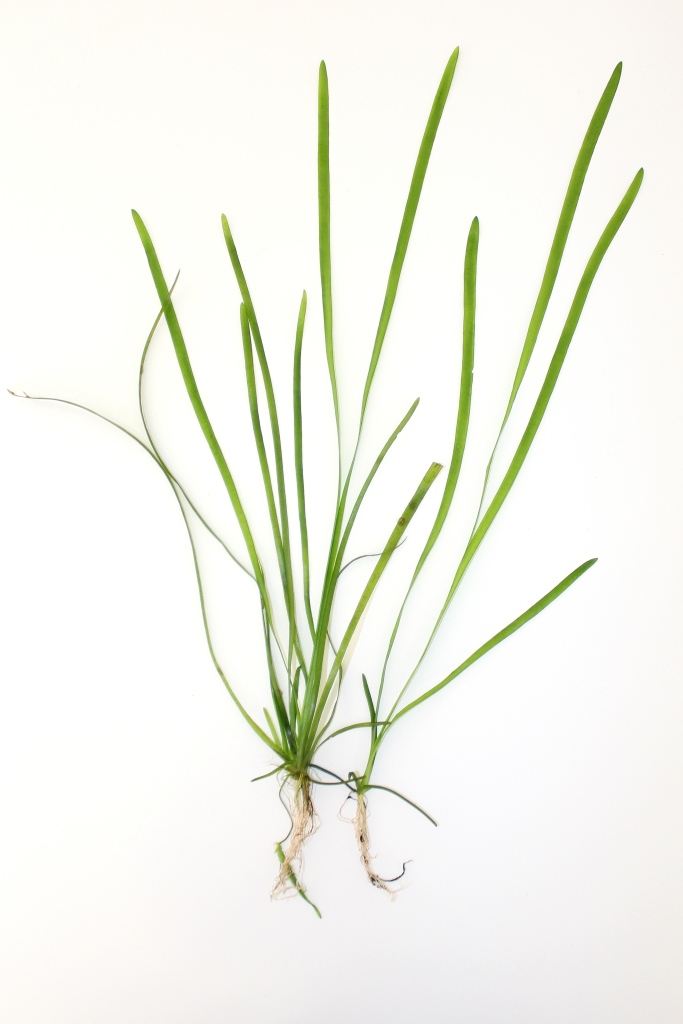

La pianta è acquatica, erbacea perenne, sommersa, d'acqua dolce; è costituita da un cespo basale, dal quale si diparte un fascio di foglie a colore verde chiaro o rossiccio, a forma di nastro rettilineo, lunghe da 600 a 900 mm, larghe da 15 a 18 mm, la foglia è dotata di evidenti nervature longitudinali parallele (da tre a nove), l'estremità delle foglie è spesso dotata di ciglia, e di margini dentellati.
Data la preferenza di habitat in canali limpidi poco profondi e lentamente fluenti, la vegetazione a Vallisneria ha spesso l'aspetto di uno strato tappezzante di nastri verdi allineati nel senso della corrente.
La specie è una vera pianta a fiore, ed è dioica, cioè i fiori maschili e femminili sono alloggiati su piante diverse.
L'epiteto specifico della pianta (spiralis) deriva dal fatto che la pianta femminile produce un lungo stelo (fino ad un metro ed oltre) filiforme con forma a spirale, all'estremità del quale è alloggiato, racchiuso in una teca, il fiore femminile.
Trascinato dalla corrente il fiore, fissato allo stelo, galleggia, la teca si apre ed espone all'aria gli stigmi.
Dalla pianta maschile si staccano, dalla base del cespo, racchiusi in una teca galleggiante , i fiori maturi maschili; giunti in superficie la teca galleggiante si apre ed espone gli stami.
Il fiore maschile si sposta con la corrente, o è portato dal vento, e va ad urtare i fiori femminili che sono invece trattenuti dal filamento, così il fiore femminile è impollinato.
Dato il meccanismo di impollinazione legato al movimento dell'acqua e del vento, i fiori sono piccoli ed assolutamente irrilevanti come vistosità e bellezza.
Dal fiore fecondato si sviluppa il frutto, il filamento della pianta femminile che ora trattiene il frutto stringe la spirale sempre di più e lo richiama verso il fondo, dove matura e libera i numerosi piccoli semi contenuti. La riproduzione sessuale in acquario è piuttosto difficile
La pianta si moltiplica intensamenteanche mediante stoloni.
Esistono forme a foglia ritorta V. spiralis f. “tortifolia”.

## Distribuzione e habitat
La pianta è originaria di corsi d'acqua poco profondi, molto bene illuminati, a fondo sabbioso o scarsamente limoso, con acqua limpida della fascia tropicale e subtropicale, nei due emisferi del pianeta.
Si è ampiamente naturalizzata in aree limitrofe, è diffusa anche in Italia, dove è soprattutto presente nella pianura padana e nei bacini del basso Veneto, sempre in zone non contaminate.
La presenza della Vallisneria è sintomo di acque pulite, la sua presenza in natura si sta riducendo nelle aree territoriali degradate ed inquinate.

## Acquariofilia
È pianta da acquario, per cui è necessario:
- acqua in movimento
- forte illuminazione
- suolo sabbioso, o arricchito con argilla e terriccio
- pH neutro
- durezza dell'acqua: media
- temperature 15-22 °C (optimum 18-22 °C)